# Guaimar II de Salerne
Pour les articles homonymes, voir Guaimar.
Guaimar II de Salerne (mort en juin 946) (italien : Guaimàrio II principe di Salerno),   prince de Salerne  de 900  à 946.

## Origine
Guaimar II est le fils et héritier de Guaimar Ier il avait été associé au trône en 893. Lorsque son père revient en 895 après avoir été aveuglé  de sa désastreuse tentative de prise de contrôle de Bénévent, Guaimar II dirige  de facto la principauté jusqu'à ce que son père mutilé soit contraint de se retirer dans un monastère par ses sujets qui ne supportaient plus sa tyrannie.

## Règne
Dès son avènement Guaimar II doit faire face à l'expédition musulmane organisée par Ibrāhīm ibn Aḥmed,  mais malgré son alliance avec Aténolf Ier de Capoue, les princes lombards sont vaincus en 903. En 911 il doit se résoudre à solliciter  l'intervention de l'empire byzantin dont il  obtient le titre de Patrice en signe de sa vassalité. Guaimar II participe à l'offensive combinée des princes lombards, des Byzantins, des forces de l'Italie centrale et du pape Jean X qui inflige une sanglante défaite aux envahisseurs lors du combat du Garigliano en 915.
En 926, allié avec son oncle Landolf Ier de Bénévent, il envahit l'Apulie byzantine. Les Lombards doivent finalement abandonner leurs conquêtes vers 929 à la suite de l'accord conclu entre les byzantins et le roi Hugues d'Italie toutefois à partir de cette époque Guaimar II ne porte plus son titre de « Patrice » dans ses actes.  Le règne de Guaimar II se poursuit sans événements particuliers jusqu'à sa mort en 946. Les princes lombards de cette époque bénéficient d'un prestige accru inédit depuis plusieurs générations, comme le montre la longueur des règnes et les successions sans conflits de Landolf Ier et Landol II à Bénévent et de Guaimar II et de son fils Gisolf Ier à Capoue.
Selon certaines hypothèses, en 916 Guaimar II aurait associé au pouvoir un fils aîné et homonyme considéré dans ce cas comme Guaimar III mais qui meurt vraisemblablement peu après. Il associe  ensuite au trône en mai 933 Gisolf Ier de Salerne, fils aîné de sa seconde union.

## Unions et postérité
Guaimar II épouse une inconnue dont:
- Rotilde de Salerne épouse en 925 Aténolf III de Bénévent fils de Landolf Ier de Bénévent et de son épouse Gemma.
- Guaimar III de Salerne, associé en 916 (mort 917/918 ?)

Vers l'époque du mariage de sa fille, Guaimar II contracte une seconde union avec Gaitelgrime de Bénévent, fille d'Aténolf II de Bénévent, peut-être à la suite de la mort de son héritier, dont :
- Gisolf Ier de Salerne ;
- Guy de Salerne, mort jeune.